# Каллея, Джонни
Джонни Каллея (мальт. Johnnie Calleja; 28 сентября 1936, Мальта) — мальтийский футбольный тренер.

## Биография
В качестве наставника тренировал популярные клубы страны «Хибернианс» и «Валлетту». С 1976 по 1978 гг. Каллея руководил сборной Мальты. За это время она провела десять матчей, в которых одержала две победы. «Крестоносцы» дважды обыгрывали в товарищеских встречах Тунис с одинаковым счетом 1:0. Еще одну игру с африканцами они свели вничью (1:1). Во всех официальных поединках мальтийцы потерпели поражения.

## Достижения
- Чемпионат Мальты (1): 1979/80.
- Финалист Кубка Мальты (1): 1974/75.